# Ньето Саласар, Хуан
Хуан Пабло Ньето Саласар (англ. Juan Pablo Nieto Salazar; род. 25 февраля 1993 года, Перейра, Колумбия) — колумбийский футболист, полузащитник клуба «Депортес Толима».

## Клубная карьера
Ньето начал профессиональную карьеру в клубе «Атлетико Насьональ». В 2012 году для получения игровой практики он на правах аренды на несколько сезонов присоединился к «Альянса Петролера». 5 августа в матче против «Унион Магдалена» Хуан дебютировал в Кубке Мустанга. В этом же поединке он забил свой первый гол за «Альянсу», реализовав пенальти. В начале 2016 года после окончания аренды Ньето вернулся в «Атлетико Насьональ». 24 апреля в матче против «Кортулуа» он дебютировал за команду. 1 мая в поединке против «Атлетико Уила» Хуан забил свой первый гол за «Атлетико Насьональ».

## Международная карьера
В 2013 году в составе молодёжной сборной Колумбии Ньето выиграл молодёжном чемпионате Южной Америки в Аргентине. На турнире он сыграл в матчах против команд Боливии, Эквадора, Уругвая, Перу, Парагвая и дважды Чили. В поединках против боливийцев и эквадорцев Хуан забил по голу.

## Титулы и достижения
- Чемпион Колумбии (2): Финалисасьон 2013, Апертура 2017
- Обладатель Кубка Колумбии (2): 2013, 2016
- Победитель Суперлиги Колумбии (1): 2016
- Чемпион Примеры B Колумбии (1): 2012
- Обладатель Рекопы (1): 2017
- Финалист Южноамериканского кубка (1): 2016
- Чемпион Южной Америки среди молодёжи (1): 2013